# Sorocephalus teretifolius
Sorocephalus teretifolius är en tvåhjärtbladig växtart som först beskrevs av Meissn., och fick sitt nu gällande namn av Phill.. Sorocephalus teretifolius ingår i släktet Sorocephalus och familjen Proteaceae. Inga underarter finns listade i Catalogue of Life.